# Dänholm
Dänholm es el nombre que recibe una isla del país europeo de Alemania localizada en el mar Báltico (Ostsee). Administrativamente hace parte del municipio de Kröslin en el estado de Mecklemburgo-Pomerania Occidental (Mecklenburg-Vorpommern), Los suecos construyeron a principios del siglo XVIII, una esclusa de madera entre el continente y la isla que aún puede abrir cuando sea necesario. Posee una superficie de 8,2 hectáreas (equivalentes a 0,082 kilómetros cuadrados).